# 詹姆斯·諾里斯·布魯爾
詹姆斯·諾里斯·布魯爾（英語：James Norris Brewer，1777年—1839年）是一位英國地誌學者和小說家。
布魯爾是倫敦商人的長子。他寫了許多羅曼史與地誌編輯，他最好的是後者，他系列的貢獻被稱為《英格蘭與威爾斯之美》（Beauties of England and Wales）。然而其所有現在將被遺忘。

## 著作
- 1799年、1811年（二次編輯）《冬天的童話》【浪漫史，4本，12開】（A Winter's Tale）【a romance，4 vols.12mo.】
- 1807年《英文農民現狀的幾點思考》【8開】（Some Thoughts on the Present State of the English Peasantry）【8vo.】
- 1808年《秘密公開》【小說，4本，12開】（Secrets made Public）【a novel,4 vols.12mo.】
- 1808年《瑞文斯華斯的女巫》【2本，12開】（The Witch of Ravensworth）【 2 vols.12mo.】
- 1808年《蒙特維爾城堡，一個村莊故事》【3本，12開】（Mountville Castle, a Village Story）【3 vols.12mo.】
- 1810年《描寫與歷史經過各式各樣的地方與公共建築，英語與外國；與他們創造者或建立者的傳記介紹，與其他知名人士》【4開】（A Descriptive and Historical Account of various Palaces and Public Buildings, English and Foreign; with Biographical Notices of their Founders or Builders, and other eminent persons）【4to.】
- 1811年《一個古老家族傳說》【4本，12開】（An Old Family Legend）【4 vols.12mo.】
- 1812年《英格蘭的費迪南爵士》【浪漫史，4本，12開】（Sir Ferdinand of England）【a romance，4 vols.12mo.】
- 1813年《吉爾伯特·伊斯特林爵士》【浪漫史，4本，12開】（Sir Gilbert Easterling）【a romance，4 vols.12mo.】
- 1814年《牛津郡的歷史（英格蘭與威爾斯之美）》【8開】（History of Oxfordshire（Beauties of England and Wales））【8vo.】
- 1814年《瓦立克郡》（Warwickshire）
- 1816年《密德薩克斯郡》（Middlesex）
- 1818年《包括英格蘭與威爾斯之美，對英國人的意見，英國的羅馬人，盎格魯撒克遜人，盎格魯丹麥人，與諾曼人》【8開】（Introduction to the Beauties of England and Wales, comprising observations on the Britons, the Romans in Britain, the Anglo-Saxons, the Anglo-Danes, and the Normans）【8vo.】
- 1818年《戲劇地形，或誕生地，與最傑出的演員的墓碑》【8開】（Histrionic Topography, or the Birthplaces, Residences, and Funeral Monuments of the most distinguished Actors）【8vo.】
- 1820年《英格蘭的畫，或描寫最好奇的自然工作與描寫在每個郡的藝術》【8開】（The Picture of England, or Historical and Descriptive Delineations of the most curious Works of Nature and Art in each County）【8vo.】
- 《格魯斯特郡的寫生》【4開】（The Delineations of Gloucestershire）【4to.】
- 1826年《愛爾蘭之美》【2本，8開】（The Beauties of Ireland）【2 vols.8vo.】
- 1829年《費茲華爾特斯，徹斯頓男爵；或古代的英格蘭》【4本，12開】（The Fitzwalters, Barons of Chesterton; or Ancient Times in England）【4 vols.12mo.】

布魯爾是一個在‘普通’（Universal）、‘月刊’（Monthly）和‘紳士’（Gentleman）雜誌的貢獻者。